# Бураго, Юрий Дмитриевич
Ю́рий Дми́триевич Бураго (род. 21 июня 1936) — советский и российский математик, профессор, доктор физико-математических наук (1969), специалист по дифференциальной геометрии и топологии.

## Биография
Окончил Ленинградский университет, ученик академика А. Д. Александрова.
В настоящее время — заведующий лабораторией геометрии и топологии Санкт-Петербургского отделения математического института им. Стеклова РАН.
Его сын, Дмитрий Бураго (род. 1964) — профессор математики Пенсильванского университета.
Там же трудятся и некоторые его ученики и соавторы, к примеру, Борис Калинин.

## Признание
- В 2014 году ему совместно с сыном Дмитрием Бураго и С. В. Ивановым была вручена Премия Стила за книгу «Курс метрической геометрии».

## Книги
- Бураго Ю. Д., Залгаллер В. А. Геометрические неравенства. — Наука, 1980.
- Бураго Ю. Д., Залгаллер В. А. Введение в риманову геометрию. — Санкт-Петербург: Наука, 1994. — ISBN 5-02-024606-9.
- Бураго Д. Ю., Бураго Ю. Д., Иванов С. В. Курс метрической геометрии. — 2004. — ISBN 5-93972-300-4.

Переводы
- Громол Д., Клингенберг В., Мейер В. Риманова геометрия в целом. — М.: Мир, 1971